# Matrimonio igualitario en Groenlandia
El matrimonio igualitario en Groenlandia es legal desde el 1 de abril de 2016. La legislación sobre el matrimonio entre personas del mismo sexo fue aprobado por el Inatsisartut por unanimidad el 26 de mayo de 2015. La aprobación por parte del Folketing ocurrió el 19 de enero de 2016 y la ley recibió la aprobación real el 3 de febrero.
Groenlandia, un territorio autónomo dentro del Reino de Dinamarca, había reconocido previamente uniones registradas para parejas del mismo sexo desde el 1 de julio de 1996 hasta el 1 de abril de 2016.

## Asociaciones registradas
La ley de parejas registradas de Dinamarca estaba en vigor desde el 1 de octubre de 1989. El Inatsisartut aprobó un proyecto de ley para ampliar su aplicación a Groenlandia el 14 de mayo de 1993 con una votación de 15 a 0 y 12 abstenciones, y el Folketing lo aprobó el 28 de marzo de 1996 por un voto de 104-1. El proyecto de ley recibió la aprobación real el 26 de abril de 1996 y entró en vigor el 1 de julio de 1996. La ley otorgó a las parejas registradas derechos casi idénticos a las parejas casadas, con estas notables excepciones:
- adopción conjunta de niños
- las leyes que hacen referencia explícita a los sexos de una pareja casada no se aplican a las uniones registradas
- las regulaciones de los tratados internacionales no se aplican a menos que todos los signatarios estén de acuerdo

La primera pareja del mismo sexo se registró en 2002. Las uniones registradas se denominan nalunaarsukkamik inooqatigiinneq en groenlandés y registreret partnerskab en danés.
La ley fue derogada el 1 de abril de 2016. La posibilidad de formar una unión registrada se cerró en esa fecha. Las parejas registradas pueden conservar su estatus o convertir su unión en un matrimonio reconocido.

## Matrimonio homosexual
Una resolución, que expresa el deseo de Groenlandia de optar por la versión actual de la ley de matrimonio de Dinamarca, tuvo su primera lectura en el Inatsisartut el 25 de marzo de 2015 y fue aprobada por unanimidad en la segunda y última lectura el 26 de mayo de 2015. La votación fue la siguiente:
| Partido político  | A favor | En contra | Ausentes*                               |
| ----------------- | --- | --------- | --------------------------------------- |
| Siumutª           | 9Suka K. Frederiksen Jens Imanuelsen Nikolaj Jeremiassen Lars-Emil Johansen Ineqi Kielsen Kim Kielsen Jens-Erik Kirkegaard Anders Olsen Laura Tàunâjik | -         | 2Vivian Motzfeldt Jess Svane*           |
| Inuit Ataqatigiit | 9Agathe Fontain Ane Hansen Juliane Henningsen Mimi Karlsen Aaja Chemnitz Larsen Kalistat Lund Naaja H. Nathanielsen Peter Olsen Sara Olsvig            | -         | 2Iddimanngiiu Bianco* Aqqaluaq B. Egede |
| Demokraatitª      | 4Randi Vestergaard Evaldsen Justus Hansen Tillie Martinussen Michael N. Rosing                                                                         | -         | -                                       |
| Naleraq           | 3Hans Enoksen Anthon Frederiksen Per Rosing-Petersen                                                                                                   | -         | -                                       |
| Atassutª          | 2Siverth Karl Heilmann Steen Lynge | -         | -                                       |
| Total             | 27 | 0         | 4*                                      |

*Dos diputados (Jess Svane (Siumut) e Iddimanngiiu Bianco (IA)) no se muestran en el recuento de votos en el enlace de referencia anterior. Dado que hay 31 diputados en el Parlamento de Groenlandia, ambos nombres de estos diputados se agregan en esta segunda columna solo para completar el conteo.
ªEstos tres partidos formaron el Naalakkersuisut durante todo el proceso legislativo de este proyecto de ley.
Sin embargo, se requería la aprobación del Folketing antes de que la ley pudiera entrar en vigor. Se presentó un proyecto de ley al Folketing el 28 de enero de 2015 y tuvo su primera lectura el 26 de mayo de 2015. Estaba previsto que entrara en vigor el 1 de octubre de 2015; sin embargo, caducó debido a las elecciones parlamentarias de 2015. El 29 de octubre se presentó un proyecto de ley casi idéntico con solo cambios formales menores y tuvo su primera lectura el 5 de noviembre. La segunda lectura tuvo lugar el 14 de enero de 2016 y el proyecto de ley fue aprobado en su lectura final el 19 de enero. El proyecto de ley recibió la aprobación real de la reina Margarita II el 3 de febrero y entró en vigor el 1 de abril de 2016. El primer matrimonio entre personas del mismo sexo en Groenlandia se realizó el 1 de abril en la iglesia Hans Egede en Nuuk entre Laila Mølgaard y Henriette Simonsen.
El artículo 1 de la Ley de Matrimonio actualmente dice lo siguiente:
- En danés: Loven finder anvendelse på ægteskab mellem to personer af forskelligt køn og mellem to personer af samme køn.
- En groenlandés: Inatsit atuuppoq inunnut marlunnut assigiinngitsunik suiaassuseqartunut aamma inunnut marlunnut assigiimmik suiaassuseqartunut aappariilersunut.
- (La ley se aplica a los matrimonios entre dos personas de diferente sexo y entre dos personas del mismo sexo.)

### Matrimonios en la Iglesia de Groenlandia
La Iglesia de Groenlandia hizo campaña a favor de la legislación sobre el matrimonio entre personas del mismo sexo y trabajó en estrecha colaboración con el gobierno para garantizar que las parejas del mismo sexo pudieran celebrar bodas religiosas en la iglesia. La obispa de Groenlandia, Sofie Petersen, saludó la legalización del matrimonio entre personas del mismo sexo.